# Спарта (Казімежа-Велька)
ФК «Спарта» Казімежа-Велька — аматорський футбольний клуб у місті Казімежа-Велька (Свентокшиське воєводство), який виступає в аматорській лізі. Секція Міжзакладового народного клубу спортового «Спарта» Казімежа-Велька. Кольори клубу — червоно-небесно-білі.